# Poinsettia〜亜麻色ウィンターメモリーズ〜
『Poinsettia〜亜麻色ウィンターメモリーズ〜』（ポインセチア〜あまいろウィンターメモリーズ〜）は、島谷ひとみのミニアルバム。2002年11月27日発売。avex traxよりリリース（CCCD）。

## 解説
- 島谷ひとみのウィンター・ミニ・アルバム（島谷ひとみ初のミニアルバム）。
- Poinsettia（ポインセチア）とは、トウダイグサ科の観葉植物のこと。
- 松任谷由実のカバー「恋人がサンタクロース」収録。
- 7thシングル「亜麻色の髪の乙女」をリ・アレンジした、「亜麻色の髪の乙女〜ウィンター・アカペラ・ヴァージョン〜」を収録。

## 収録曲
1. こなゆき
  - 作詞:小幡英之/作曲･編曲:吉川慶
2. いつの日にか…
  - 作詞/作曲:酒井ミキオ　編曲:酒井ミキオ・上野圭市
3. Poinsettia
  - 作詞・作曲・編曲:BOUNCEBACK
4. マシュマロ
  - 作詞･作曲:広瀬香美　編曲:田辺恵二
5. 恋人がサンタクロース
  - 作詞・作曲:松任谷由実/編曲:武藤良明

松任谷由実のカバー
6. Pearl & Snow
  - 作詞:MIZUE /作曲・編曲:吉川慶

セブンイレブンCMソング
7. 亜麻色の髪の乙女〜ウィンター・アカペラ・ヴァージョン〜
  - 作詞:橋本淳/作曲すぎやまこういち/編曲:SMOOTH ACE